# Занен, Ян
Ян (Йоханнес) Занен (нидерл. Jan (Johannes) Zaanen; 17 апреля 1957, Лейден, Нидерланды — 18 января 2024, там же) — нидерландский физик-теоретик, работавший в области физики конденсированного состояния и высокотемпературной сверхпроводимости, профессор Лейденского университета (2000), член Королевской академии наук и искусств Нидерландов (2012), лауреат премии Спинозы (2006).

## Биография

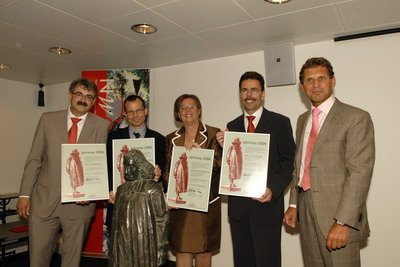
Ян Занен (крайний слева) на церемонии вручения премии Спинозы в 2006 году

Ян Занен родился 17 апреля 1957 года в Лейдене. В 1982 году он окончил химический факультет Гронингенского университета, получив степень бакалавра, а в 1986 году в том же университете получил докторскую степень по физике. Его научным руководителем был Джордж Савацки.
С 1987 года Занен работал постдоком в Институте исследования твёрдых тел Общества Макса Планка в Штутгарте (Германия), а в 1988 году стал научным сотрудником этого института. В 1990—1993 годах Занен работал в лабораториях Белла AT&T в штате Нью-Джерси (США). В 1993 году, получив пятилетнюю стипендию от Королевской академии наук и искусств Нидерландов, Занен вернулся на родину и начал свою работу в Институте Лоренца Лейденского университета. Там в 1998 году он получил должность доцента, а в 2000 году — профессора теоретической физики.
Ян Занен скончался 18 января 2024 года от рака, который был диагностирован у него полутора годами ранее. В некрологе, опубликованном в журнале «Science», американский физик Филип Филлипс назвал Занена «оракулом физики конденсированного состояния» (англ. Oracle of condensed matter physics). 

## Научные результаты
Ян Занен является автором или соавтором более 300 научных работ. В совокупности эти работы имеют более тридцати тысяч цитирований, значение индекса Хирша составляет около 70. Основные научные результаты Занена связаны с изучением оксидов металлов, высокотемпературной сверхпроводимости, а также с применением методов теории струн к физике конденсированного состояния.
Научная работа Занена в Гронингенском университете включала в себя анализ экспериментальных данных, связанных с энергиями переходов в оксидах металлов, фторидах и сульфидах. Одним из результатов этой работы стала описанная в 1985 году схема классификации, получившая название схемы Занена — Савацки — Аллена (или ЗСА-схемы, англ. ZSA classification scheme), которая определяла границу между изоляторами Мотта и другими изоляторами. Работа в этом направлении привела к интересу Занена к свойствам купратов и к другим проблемам, связанным с высокотемпературной сверхпроводимостью.

## Награды и премии
- Премия Спинозы (2006)[5][6]
- Действительный член (англ. Fellow) Американского физического общества (2008)[7]
- Член Королевской академии наук и искусств Нидерландов (2012)[8]

## Некоторые публикации

### Статьи
- J. Zaanen, G. A. Sawatzky, J. W. Allen. Band gaps and electronic structure of transition-metal compounds, Physical Review Letters, 1985, v. 55, No. 4, p. 418—421, doi:10.1103/PhysRevLett.55.418
- J. Zaanen, O. Gunnarsson. Charged magnetic domain lines and the magnetism of high-Tc oxides, Physical Review, 1989, v. B40, No. 10, p. 7391—7394, doi:10.1103/PhysRevB.40.7391
- C. M. Varma, J. Zaanen, K. Raghavachari. Superconductivity in the fullerenes, Science, 1991, v. 254, No. 5034, p. 989—992, doi:10.1126/science.254.5034.989
- V. I. Anisimov, J. Zaanen, O. K. Andersen. Band theory and Mott insulators: Hubbard U instead of Stoner I, Physical Review, 1991, v. B44, No. 3, p. 943—954, doi:10.1103/PhysRevB.44.943
- A. I. Liechtenstein, V. I. Anisimov, J. Zaanen. Density-functional theory and strong interactions: Orbital ordering in Mott-Hubbard insulators, Physical Review, 1995, v. B52, No. 8, p. R5467—R5467, doi:10.1103/PhysRevB.52.R5467
- B. Keimer, S. A. Kivelson, M. R. Norman, S. Uchida, J. Zaanen. From quantum matter to high-temperature superconductivity in copper oxides, Nature, 2015, v. 518, No. 7538, p. 179—186, doi:10.1038/nature14165

### Книги
- J. Zaanen, Y. Liu, Y.-W. Sun, K. Schalm. Holographic duality in condensed matter physics. — Cambridge: Cambridge University Press, 2015, 586 p., ISBN 9781139942492, doi:10.1017/CBO9781139942492
- J. Zaanen. On time: causality and the quantum gravity conflict. — Oxford: Oxford University Press, 2024, 112 p., ISBN 9780198920779, doi:10.1093/9780198920793.001.0001